# 小絹站
小絹站（日语：／ Kokinu eki */?）是位於茨城縣筑波未來市小絹，屬於關東鐵道的常總線車站。

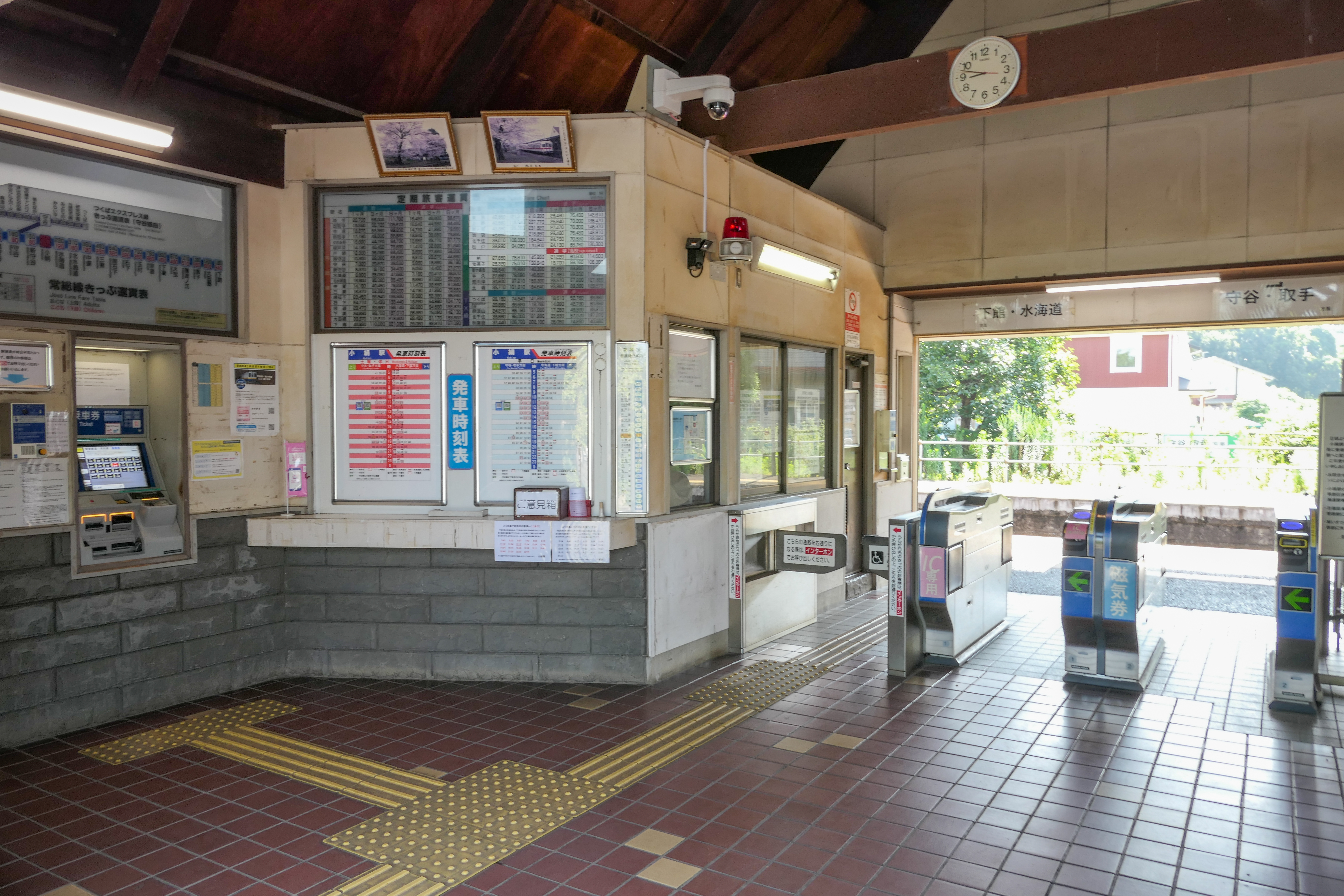
驗票閘口（2023年7月）

## 概要
此站位於筑波未來市（舊·谷和原村）谷和原地區中心，鄰近小目沼橋。此站也鄰近常總新城絹之台、鬼怒之里地區。

### 在此站行走的運行形態
- 上行（新守谷、守谷、戶頭、取手方向）
  - 日間每小時設有4班普通列車（前往取手，部分前往守谷）停靠[3]。
- 下行（水海道、石下、下妻、下館方向）
  - 日間每小時設有4班普通列車（前往下館或水海道）停靠。部分時段前往下館的列車需要在水海道站轉乘列車[注釋 1]，晚間設有前往下妻的班次[3]。

## 歷史
- 1913年（大正2年）11月1日：常總鐵道（日语：常総鉄道）車站啟用[1]。
- 1945年（昭和20年）3月30日：與筑波鐵道（第一代）（日语：筑波鉄道 (初代)）合併，成為常總筑波鐵道（日语：常総筑波鉄道）車站[1]。 >。
- 1963年（昭和38年）：翻新車站大樓。
- 1965年（昭和40年）6月1日 - 與鹿島參宮鐵道（日语：鹿島参宮鉄道）合併，成為關東鐵道車站[1]。
- 1983年（昭和58年）5月31日：新守谷站至水海道站之間成為雙線鐵路[1]。
- 1990年（平成2年）4月27日：在住宅·都市整備公團（日语：住宅・都市整備公団）谷和原村（日语：谷和原村）的協力下翻新車站大樓[4]。
- 2002年（平成14年）6月：小絹站周邊指定為單車等放置整理區域。
- 2009年（平成21年）3月14日 - 此站可以使用IC卡PASMO[1]。
- 2010年（平成22年）2月16日 - 部分時段沒有車站職員當值[1][5]。
- 2013年（平成25年）2月16日 - 原則上，整日沒有車站職員當值[6]。

## 車站構造

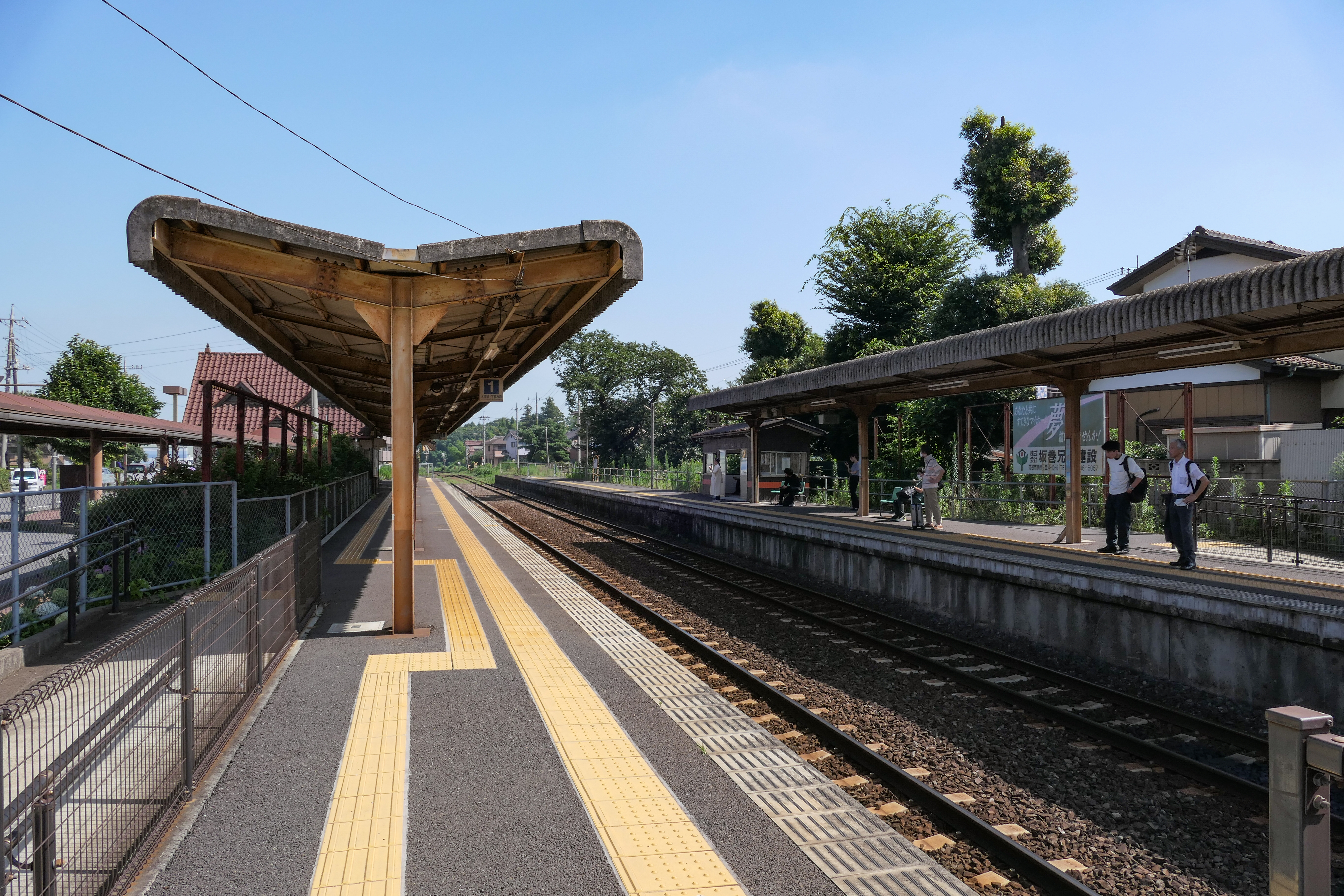
月台（2023年7月）

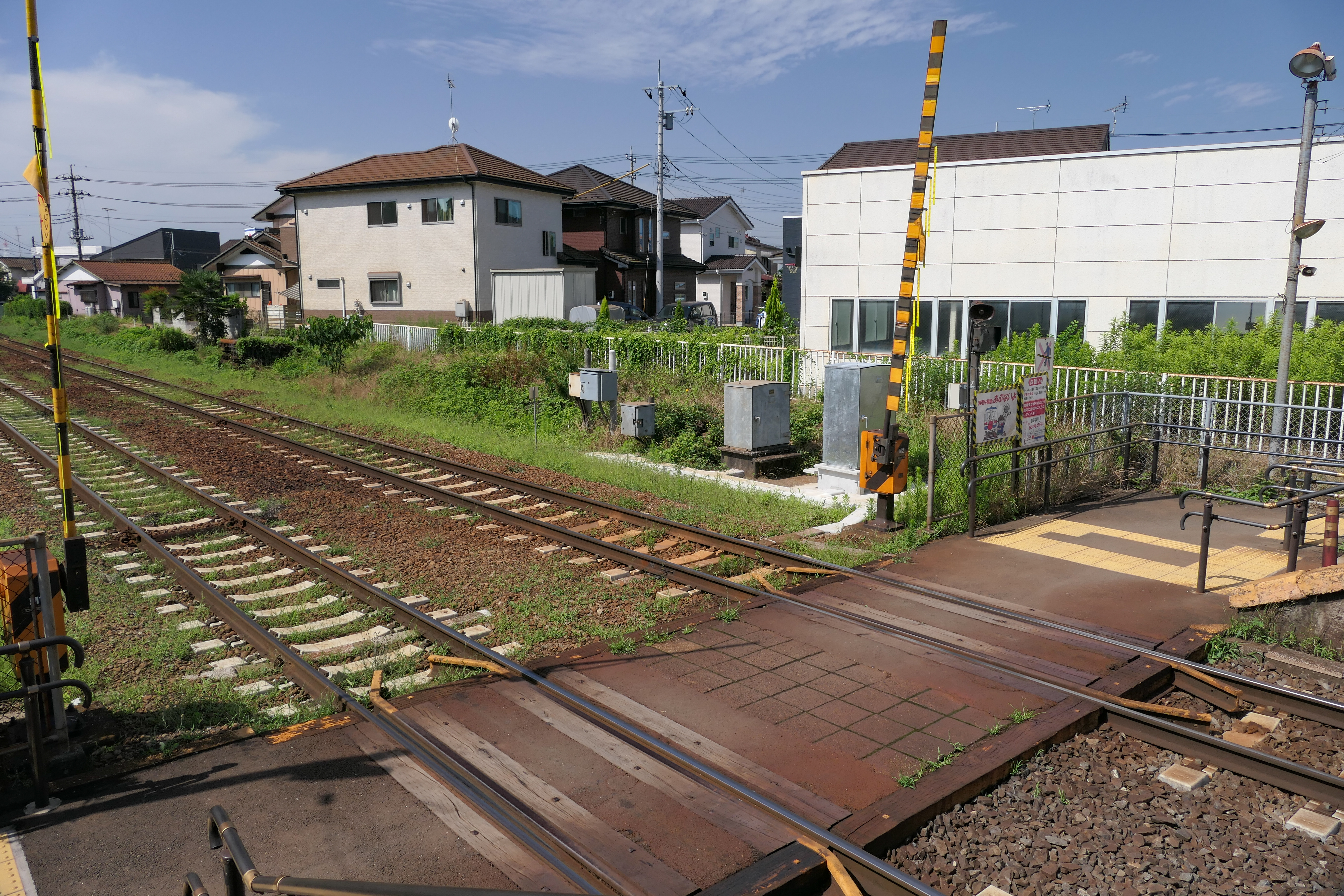
平交道（2023年7月）

此站是地面車站，設有2面2線的相對式月台，月台上種著一棵大櫻花樹。靠近取手一方的月台設有站內平交道。上行取手方向月台上設有唯一在雙線區間的候車室。站內設有三角屋頂，入口的左手邊設有斜道。4架車廂長度的月台高度在2019年提高。

### 月台
| 月台 | 路線    | 方向             |
| ---- | ------- | ---------------- |
| 1    | ■常總線 | 水海道、下館方向 |
| 2    | ■常總線 | 守谷、取手方向   |

## 使用狀況
以下為乘降人次變化列表。
| 年度   | 1日平均 乘車人次 | 1日平均 上下車人次 |
| ------ | ---------------- | ------------------ |
| 2002年 |                  | 1,871              |
| 2003年 |                  | 1,925              |
| 2004年 |                  | 1,919              |
| 2005年 |                  | 2,016              |
| 2006年 |                  | 2,008              |
| 2007年 | 912              |                    |
| 2008年 | 944              |                    |
| 2009年 | 947              |                    |
| 2010年 | 891              | 1,842              |
| 2011年 | 878              |                    |
| 2012年 | 905              | 1,874              |
| 2013年 | 920              | 1,906              |
| 2014年 | 937              | 1,937              |
| 2015年 | 915              | 1,888              |
| 2016年 | 942              | 1,948              |
| 2017年 |                  | 1,988              |
| 2018年 |                  | 1,961              |
| 2019年 |                  | 1,853              |

## 車站周邊
車站大樓與車站出入口只設於車站西邊。站前設有迴旋路和單車停泊處。車站西北方位於小絹地區中心，西南方位於常總新城絹之台。南方位於筒戶地區。
- 常總新城（日语：常総ニュータウン） 絹之台（日语：絹の台）
  - 絹之台櫻公園（日语：絹の台桜公園）
  - Amity櫻公園團地（絹之台三丁目）
  - 筑波未來市立小絹中學（日语：つくばみらい市立小絹中学校）
- 筑波未來市立小絹小學（日语：つくばみらい市立小絹小学校）
- 常總新城 鬼怒之里（日语：内守谷町きぬの里）
- 小絹八坂神社
- 小絹郵局
- 常陽銀行（日语：常陽銀行）谷和原分店
- 國道294號（日语：国道294号）
- 常磐自動車道谷和原交匯處（日语：谷和原インターチェンジ）

### 巴士路線
在站前迴旅路內設有筑波未來市的社區巴士「未來號」「西北路線」巴士站。巴士路線以筑波快線未來平站作為據點，以循環線的方式運行，並設有兩個行經方向，每日設有2班。巴士委托關東鐵道負責。
- 西北路線（右回） 經絹之台（日语：絹の台）、谷和原廳舍（日语：つくばみらい市役所）、紫峰丘（日语：紫峰ヶ丘）1丁目 前往未來平站
- 西北路線（左回） 經守谷站東出口、谷和原大橋、谷和原廳舍、紫峰丘1丁目 前往未來平站

## 其他
此站是除了JR外各個私鐵車站中，唯一以「ぬ」字為尾的車站名稱

## 相鄰車站
關東鐵道
■常總線
快速
通過
普通
新守谷－小絹－水海道

## 注腳

## 外部連結
- 小絹站 | 車站案內 （页面存档备份，存于）（日語） - 關東鐵道